# Margo Dames
Margo Dames (Leeuwarden, 1 september 1963) is een Nederlands actrice. Ze speelde in series als Bureau Kruislaan, Kees & Co en Madelief.
Vanaf 1981 studeerde ze aan de Toneelacademie Maastricht waar ze in 1985 afstudeerde. Daarna werd ze aangenomen bij het Publiekstheater, dat nu Toneelgroep Amsterdam heet. In mei 2025 maakte ze haar entree als het personage Elly Kuperus in de RTL 4-soap Goede tijden, slechte tijden.

## Privé
Ze is getrouwd en heeft drie kinderen. Haar dochter Liv Stig speelde Polleke in de gelijknamige film uit 2003.

## Filmografie
- 1989 - Steil achterover- Bibi
- 1989 - Leedvermaak - Janna
- 1991 - Eline Vere - Stem van Eline
- 1991 - Bij nader inzien - Marijke
- 1992 - Ha, die Pa! - Zita (Afl. In je mand)
- 1992-1995 Bureau Kruislaan - Mary Meijer
- 1995 - Antonia - Therese
- 1996 - Tasten in het duister - Marloes Olaf
- 1996 - M'n dochter en ik - Ellen
- 1996 - Advocaat van de Hanen - Zwanet
- 1996 - De jurk - Stewardess
- 1998 - Madelief, krassen in het tafelblad - Moeder van Madelief
- 1999 - Baantjer: De Cock en de moord uit woede - Linda Droog
- 2001 - Down - Aerobics instructrice
- 2001-2002 - Rozengeur & Wodka Lime - Corine Schwartz-Stading
- 2001 - Baantjer: De Cock en de moord op de catwalk - Barbara Nielsen
- 2002 - Schiet mij maar lek - gastrol
- 2004-2006 - Kees & Co - Joke Speijer
- 2006 - De vogelaar - Sophie
- 2007 - Timboektoe - moeder van Valerie en Anoek
- 2009 - High School Musical - Juffrouw Darbus ( dramadocente)
- 2009 - Julia's Hart - Lilian Staalmeester
- 2009 - De co-assistent - Kim Lodeizen (Afl. Een oude vriendin)
- 2009 - Flikken Maastricht - mevrouw de wind (Afl. Valse Liefde)
- 2009 - Happy End - Gast in restaurant
- 2010 - 13 in de oorlog - Madeleine de klerk
- 2012 - Feuten - Anna van Genugten
- 2014 - Bloedverwanten - Marga Nijman
- 2015 - Gouden Bergen - Frederique[2]
- 2015 - De Affaire - Carolien Kuil
- 2016 - Mouna's Keuken - Coco
- 2018 -  De Spa - gastrol
- 2020 - Alles is zoals het zou moeten zijn - mevrouw van Kralingen
- 2021 - Dertigers - Vivian
- 2023 - Alles is nog steeds zoals het zou moeten zijn - mevrouw van Kralingen
- 2024 - De Ring - moeder van Anna
- 2024 - Het boek van alle dingen -  mevrouw Van Amersfoort
- 2025 - Flikken Maastricht - Hager Krot
- 2025–heden - Goede tijden, slechte tijden - Elly Kuperus
- 2025 - De Vuurwerkramp - Gertie

## Theater
- 2018-heden: Judas, als Sonja Holleeder (naar het gelijknamige boek van Astrid Holleeder)[3]